# Ардиза
Ардиза (фр. Ardizas) насеље је и општина у јужној Француској у региону Миди Пирене, у департману Жерс која припада префектури Ош.
По подацима из 2011. године у општини је живело 199 становника, а густина насељености је износила 23,36 становника/km². Општина се простире на површини од 8,52 km². Налази се на средњој надморској висини од 210 метара (максималној 215 m, а минималној 135 m).

## Демографија
| 1962. | 1968. | 1975. | 1982. | 1990. | 1999. | 2011. |
| ----- | ----- | ----- | ----- | ----- | ----- | ----- |
| 65    | 106   | 92    | 120   | 127   | 122   | 199   |

График промене броја становника у току последњих година